# Соренсен, Теодор
Теодор «Тед» Чайкин Соренсен (англ. Theodore Chaikin Sorensen; 8 мая 1928 — 31 октября 2010) — американский юрист и писатель, более известный как специальный советник и спичрайтер президента США Джона Ф. Кеннеди.

## Биография
Родился в Небраске. В 1945 году окончил среднюю школу в Линкольне.
Отец — Кристиан Соренсен, выходец из Дании, генеральный прокурор штата Небраска (1929—1933), мать — Аннис Соренсен (Чайкина), из семьи русских евреев-эмигрантов
Получил учёную степень бакалавра, обучаясь на первом курсе юридического факультета Университета штата Небраска. В январе 1953 года Соренсен стал новым помощником сенатора Джона Кеннеди. Он был автором многих статей и речей Кеннеди, а также фактическим соавтором его книги «Профили мужества» (англ. Profiles in Courage), получившей в 1957 году Пулитцеровскую премию в номинации «За биографию или автобиографию».
В бытность президентства Кеннеди Соренсен был его советником и специальным советником, но в основном он запомнился всем как спичрайтер президента. Особенно известной работой на посту спичрайтера была подготовка речи, в которой президент США призывал население страны: «Не спрашивайте, что ваша страна может сделать для вас, спросите, что вы можете сделать для своей страны».
Подал прошение об отставке на следующий день после убийства Джона Кеннеди, но был оставлен временно исполнять свои обязанности. Соренсен был автором первого обращения Линдона Джонсона к Конгрессу. Его отставка была официально принята 29 февраля 1964 года, и он был первым лицом из администрации Кеннеди, который это сделал.
Соренсен заявлял, что намерен написать биографию Кеннеди, назвав её «книгой, которую президент Кеннеди намеревался написать с моей помощью после своего второго срока». В 1965 году она была опубликована и стала международным бестселлером.
После отставки Соренсен сотрудничал с юридической фирмой «Paul, Weiss, Rifkind, Wharton & Garrison» и работал там адвокатом, не уходя из большой политики. Он был партнёром Демократической партии и главным советником Роберта Кеннеди в президентской кампании 1968 года. Соренсен за последние сорок лет как юрист-международник сыграл заметную роль в консультировании правительств по всему миру, а также крупных международных корпораций.
В 1970 году баллотировался от Демократической партии на пост сенатора от штата Нью-Йорк, но на первичных выборах с участием Ричарда Оттингера, Пола О’Дуайера и Макса Маккарти получил третье место.
В 1977 году Джимми Картер назначил его на должность директора ЦРУ, но эта кандидатура была заблокирована голосованием в Сенате. Одной из причин этого решения был инцидент в Чапакуидике. Соренсен в своей автобиографии причинами противодействия Сената называл свой молодой возраст, два неудачных брака и опубликованные им документы Пентагона.
Соренсен был сопредседателем президентской кампании Гэри Харта на президентских выборах 1984 года и сделал несколько выступлений от его имени.
Кроме своей успешной адвокатской практики, Соренсен был выразителем либеральных идей в статьях и выступлениях как на государственном, так и на мировом уровне. В течение нескольких лет в 1960-х он был редактором «Saturday Review».
Он был аффилирован с рядом организаций, включая Совет по международным отношениям, сотрудником Century Foundation, Принстонского университета, Института политики в Гарвардском университете. Соренсен был членом правления Международного центра по вопросам правосудия переходного периода и членом Консультативного совета «Партнерство за безопасную Америку» — некоммерческой организации, занимающейся созданием двуполярного центра во внешней политике и национальной безопасности. Он также был председателем консультативного Совета Международного центра по этике, справедливости и общественной жизни в университете Брандейс. Соренсен также присутствовал на заседаниях Общества Джадсона Уиллайвера, общественного клуба двупартийности, состоящего из бывших президентских спичрайтеров.
В 2007 году разрабатывал поздравительную речь на президентских выборах, которая была опубликована в газете «Washington Monthly».
9 марта 2007 года в Grand Hyatt Hotel (Нью-Йорк) выступил на мероприятии, на котором официально поддержал Барака Обаму на президентских выборах 2008 года. Исходя из личного опыта, Соренсен часто сравнивал президентские кампании Барака Обамы и Джона Кеннеди. При его участии готовилась инаугурационная речь президента Обамы.
Был женат на Джиллиан Мартин из Фонда Организации Объединенных Наций, от которой у него была дочь Джульетта. У него было трое сыновей от предыдущего брака — Эрик, Филипп и Стефан.
25 февраля 2010 года на церемонии в Восточной Комнате Белого Дома ему была присуждена Национальная гуманитарная медаль за 2009 год. В наградной речи президента были такие слова: «за продвижение в понимании современной американской политики. В качестве спичрайтера и советника президента Кеннеди он помог мастерству сообщений и политики, а затем открыл для нас людей и события в истории».
Умер 31 октября 2010 года от последствий инсульта.